# 짧은코코끼리땃쥐
짧은코코끼리땃쥐 또는 짧은코센지(Elephantulus brachyrhynchus)는 코끼리땃쥐과에 속하는 포유류의 일종이다. 앙골라와 보츠와나, 콩고민주공화국, 케냐, 말라위, 모잠비크, 남아프리카공화국, 수단, 탄자니아, 우간다, 잠비아, 짐바브웨에서 발견된다. 자연서식지는 건조한 사바나 지역과 아열대 또는 열대 기후 지역의 건조한 저지대 초원이다.